# كريس بوش
كريس بوش (بالإنجليزية: Chris Bosh) مواليد 24 مارس 1984، هو لاعب كرة سلة أمريكي يلعب مع فريق ميامي هيت في الرابطة الوطنية لكرة السلة ويحمل الرقم 1. يبلغ طوله 6 قدم 11 بوصة (2.1 م).

## فرق لعب لها
- تورونتو رابتورز
- ميامي هيت

## الميداليات
| الميدالية | المسابقة                         |
| --------- | -------------------------------- |
| برونزية   | بطولة كأس العالم لكرة السلة 2006 |

## روابط خارجية
- كريس بوش على موقع IMDb (الإنجليزية)
- كريس بوش على موقع الموسوعة البريطانية (الإنجليزية)
- كريس بوش على موقع إن إن دي بي (الإنجليزية)
- كريس بوش على موقع قاعدة بيانات الفيلم (الإنجليزية)
- كريس بوش على موقع الاتحاد الدولي لكرة السلة (الإنجليزية)
- كريس بوش على موقع إن بي أي (الإنجليزية)
- كريس بوش على موقع سبورتس رفرنس (الإنجليزية)
- كريس بوش على موقع كرة السلة الأوروبية.كوم (الإنجليزية)
- كريس بوش على موقع إي إس بي إن.كوم (الإنجليزية)
- كريس بوش على موقع كلية كرة السلة في سبورتس رفرنس.كوم (الإنجليزية)
- كريس بوش على موقع ريلجم (الإنجليزية)
- كريس بوش على موقع بروبوليرز (الإنجليزية)
- كريس بوش على موقع سبورتس رفرنس (الإنجليزية)
- كريس بوش على موقع اللجنة الأولمبية الدولية (الإنجليزية)